# Przemysł mleczarski

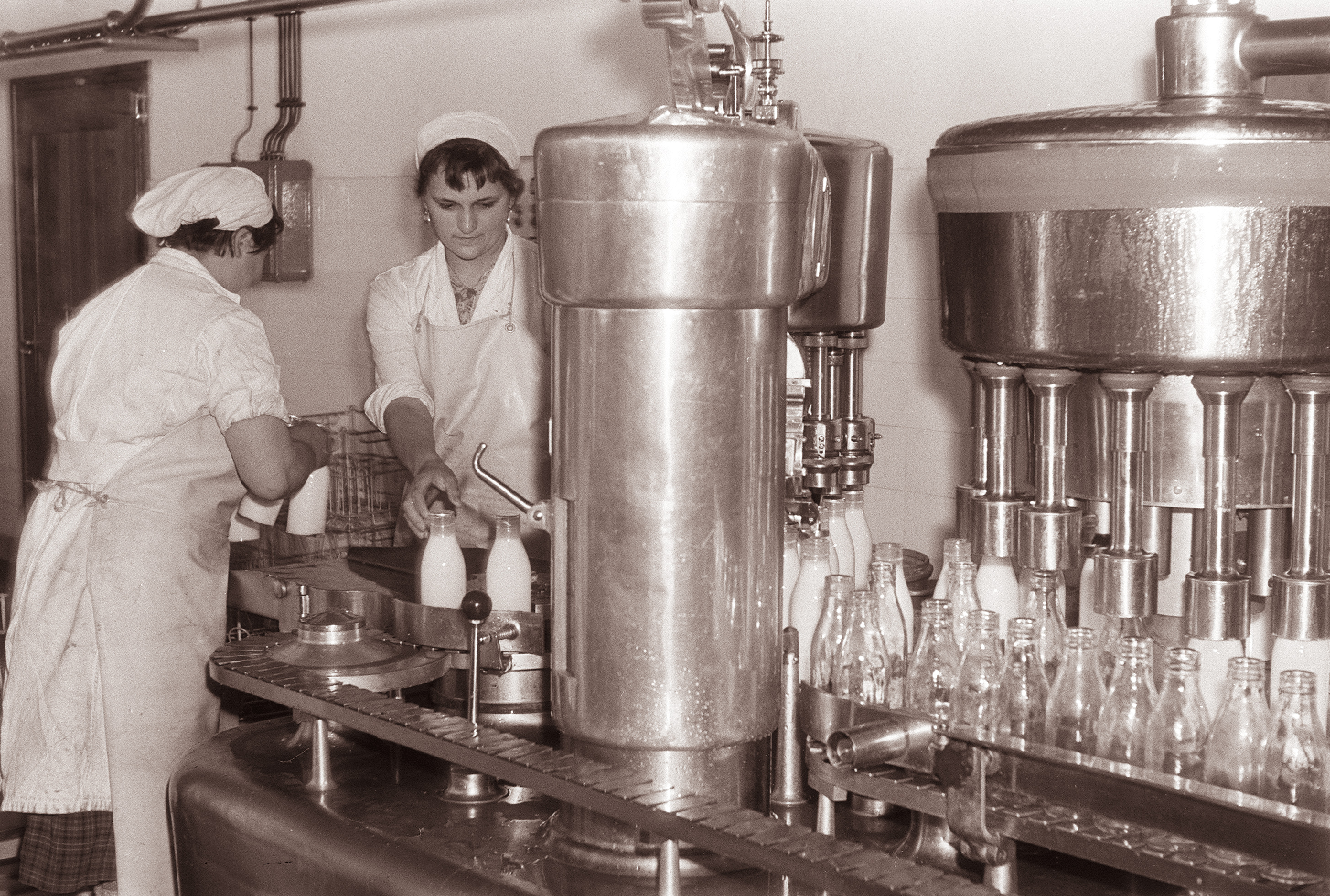
Przemysł mleczarski

Przemysł mleczarski – przemysł obejmujący przedsiębiorstwa, które zajmują się skupem i przerobem mleka na produkty mleczarskie, takie jak: mleko spożywcze, masło, śmietana, sery dojrzewające, topione i twarogowe, napoje mleczne, mleko w proszku oraz kazeina i lody.

## Przemysł mleczarski w Polsce
W Polsce baza surowcowa przemysłu mleczarskiego opiera się na dostawcach indywidualnych, którzy produkują rocznie ponad 11 mld litrów mleka. Produkcja mleka jest bardzo rozproszona. Podraża to inwestycje związane z poprawą warunków utrzymania i żywienia krów oraz jakości mleka. Wpływa także na organizację odbioru mleka. 
Organizacja mleczarstwa opiera się na spółdzielczości mleczarskiej. Zakłady przetwórstwa mleka obsługują głównie rynek krajowy (90% sprzedaży).
Główne ośrodki przemysłu mleczarskiego to: Czarnków, Grajewo, Lidzbark Warmiński, Lubawa, Ostrów Mazowiecka, Piątnica, Radzyń Podlaski, Warszawa, Wysokie Mazowieckie, Ryki.